# Bochelcicaden
Bochelcicaden, ook wel helmcicaden of doorncicaden (Membracidae) zijn een familie van gevleugelde insecten die tot de orde halfvleugeligen (Hemiptera) en de onderorde cicaden behoort. Bochelcicaden zijn kleine en onopvallende insecten die meestal goed gecamoufleerd zijn. Het voorste deel van het borststuk is meestal uitgegroeid tot een bladachtige of een doornachtige structuur. Dit uitsteeksel beschermt de bovenzijde van het lichaam en bij een aantal soorten is het erg karakteristiek van vorm.
De 'helm' die zo kenmerkend is voor de bochelcicaden werd lange tijd beschouwd als een vergroeiing van het halsschild. Deze dorsale vergroeiing van de bochelcicaden is ontstaan door repressie van bepaalde genen die bij andere insecten voorkomen dat een derde vleugelpaar ontstaat. Veel bochelcicaden gebruiken de 'helm' niet alleen ter bescherming maar ook als camouflage. Door de stekels op de helm zien dergelijke cicaden eruit als een takje of doorn.
Bochelcicaden komen voornamelijk voor in tropische gebieden. Verschillende groepen van bochelcicaden hebben zich gespecialiseerd op bepaalde families van planten. Een handvol soorten komt voor in gebieden in westelijk Europa, waaronder België en Nederland. Alle soorten leven van planten, ze zuigen de sappen op met behulp van hun naald-achtige steeksnuit. Een klein aantal soorten worden gezien als plaaginsect vanwege de schade aan planten. Andere bochelcicaden worden juist ingezet om schadelijke planten te bestrijden door ze uit te zetten in streken waar de te bestrijden planten voorkomen.
Bochelcicaden hebben te vrezen van insecteneters zoals spinnen en muizen maar hebben ook te lijden onder verschillende parasieten. Ze hebben een aantal bijzondere methoden om vijanden te ontwijken. Een aantal soorten wordt beschermd door mieren of wespen.

## Naamgeving

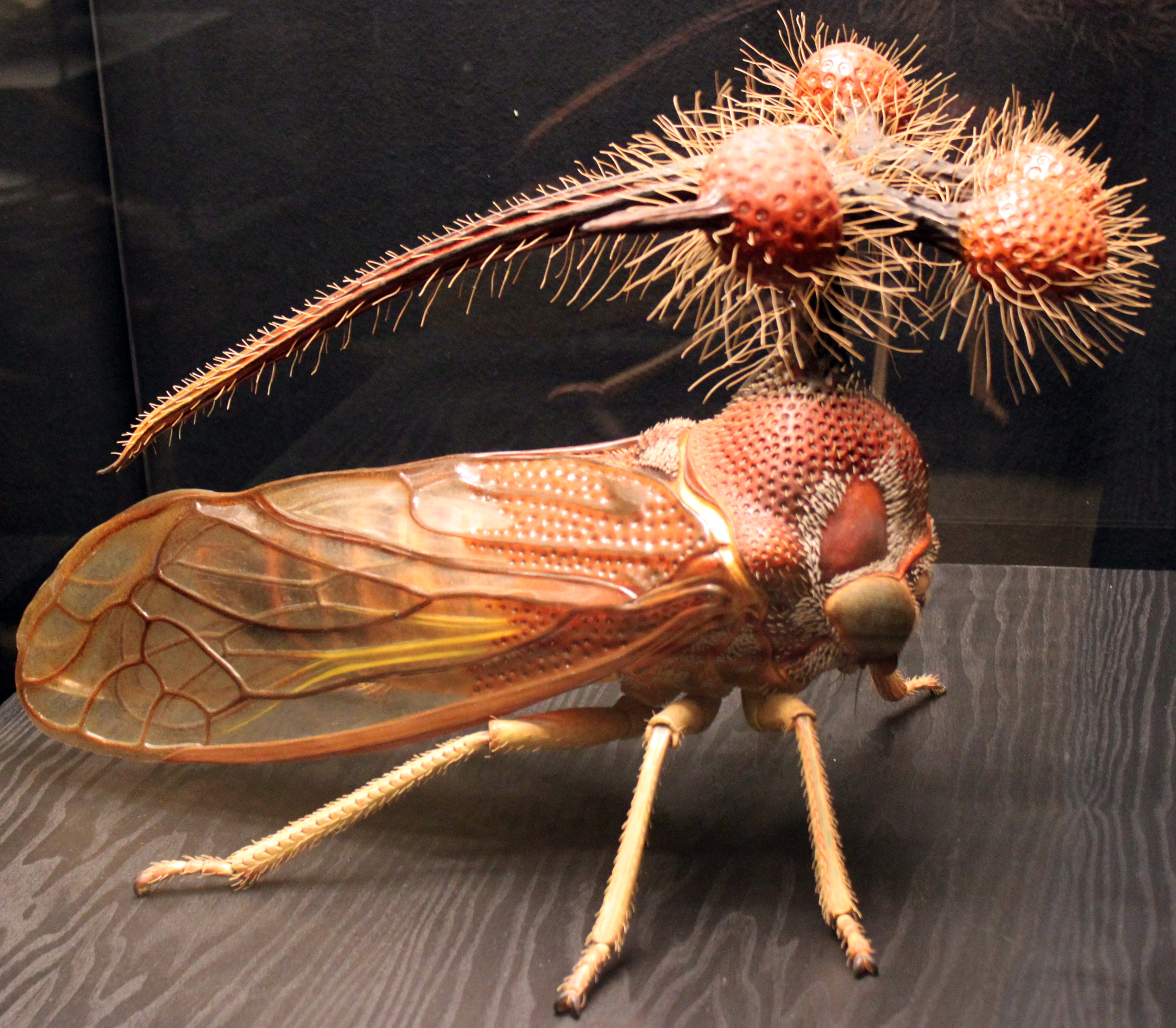
Een gedetailleerd model van de soort Bocydium globularis.

De wetenschappelijke naam van de bochelcicaden is Membracidae. Deze wordt uitgesproken als membrásiedee. Vroeger werd wel de naam Membranacidae gebruikt, maar deze is achterhaald.
Het eerste deel van de wetenschappelijke naam Membracidae is afgeleid van het naamgevende geslacht Membracis en het tweede deel is de uitgang -idae omdat het een familie van dieren betreft. De naam van het geslacht Membracis is afgeleid van het Griekse woord membrak dat 'cicade' betekent.
De Nederlandstalige naam bochelcicaden verwijst naar het sterk vergrote deel van het borststuk. Ook de alternatieve naam helmcicaden slaat op dit kenmerk. Andere namen die wel gebruikt worden zijn gehoornde cicaden of membraciden. Deze laatste naam is afgeleid van de wetenschappelijke naam. Ook de naam doorncicaden ten slotte wordt vaak gebruikt naar de algemeen voorkomende Europese soort, de doorncicade. In andere talen worden de bochelcicaden wel 'hoorncicaden' genoemd, bijvoorbeeld in het Noorse hornsikader en het Zweedse hornstritar .
In de Engelse taal wordt wel de naam treehopper gebruikt, maar deze naam geldt voor alle families van de superfamilie Membracoidea en is niet specifiek gebonden aan de familie van de membraciden. In de Nederlandse taal hebben de andere families van de Membracoidea geen Nederlandstalige naam, de dwergcicaden (Cicadellidae) uitgezonderd.

## Verspreiding
Op Antarctica na komen bochelcicaden voor op alle continenten. De verschillende soorten zijn met name wijd verspreid in de tropische en subtropische delen van Afrika, Azië, Australië en Noord- en Zuid-Amerika. Ook in noordelijke en zuidelijke delen van de wereld komt een aantal soorten voor, maar de bochelcicaden zijn hier duidelijk ondervertegenwoordigd. In Europa bijvoorbeeld komen drie soorten voor waarvan er één recentelijk is ingevoerd.

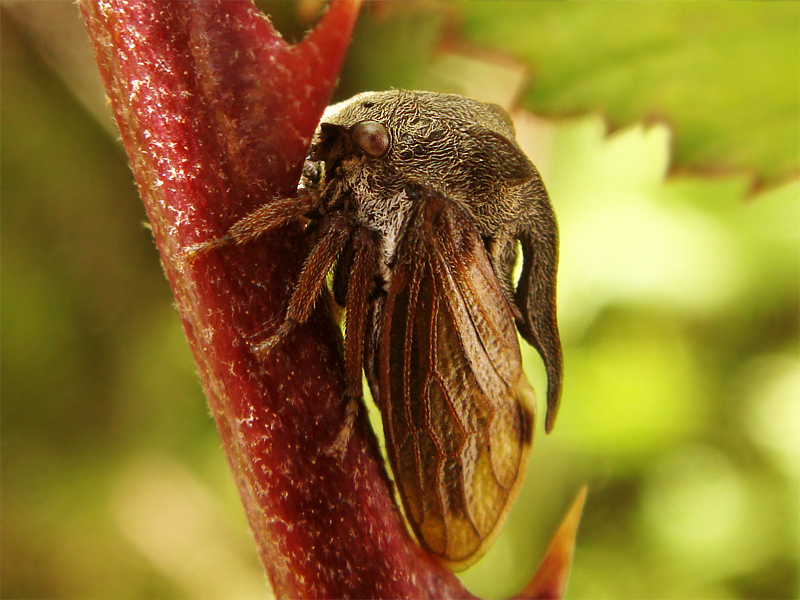
De doorncicade (Centrotus cornutus) komt ook voor in België en Nederland.

Enkele bochelcicaden zijn door de mens naar andere werelddelen gevoerd als biologisch bestrijdingsmiddel. Ze leven op bepaalde planten die buiten hun natuurlijke verspreidingsgebied schade veroorzaken omdat ze de van nature voorkomende planten overwoekeren. Dergelijke schadelijke planten worden invasieve genoemd en vaak zijn deze planten eveneens door de mens ingevoerd als sierplant. Ze bleken echter schadelijk toen ze in de natuur terechtkwamen. De cicade Aconophora compressa bijvoorbeeld werd hiertoe in 1995 ingevoerd in delen van Australië om planten uit het geslacht Lantana te bestrijden. Deze planten overwoekerden de lokale vegetatie. De cicade is afkomstig uit Amerika en is thans de enige cicade in Australië die niet tot de familie dwergcicaden (Cicadellidae) behoort.

### In België en Nederland
In Nederland komen drie soorten voor. De doorncicade en Gargara genistae komen al langere tijd voor. De buffelcicade (Stictocephala bisonia) heeft zich sinds 2003 in Nederland gevestigd. Deze soort wordt beschouwd als exoot.
Gargara genistae bereikt een lichaamslengte van 3 tot 4 millimeter en wordt vaak aangetroffen op heidebrem (geslacht Genista). De doorncicade wordt veel groter, van 7 tot 9 mm. Beide soorten zijn bruin van kleur. De doorncicade heeft doornachtige uitsteeksels. De exoot Stictocephala bisonia is in tegenstelling tot beide inheemse soorten helder groen van kleur. Stictocephala bisonia werd in 2003 voor het eerst aangetroffen in Limburg.
In België komen dezelfde drie soorten voor. De doorncicade en de soort Gargara genistae zijn vrij algemeen, maar de soort Stictocephala bisonia is hier zeldzaam.

## Uiterlijke kenmerken

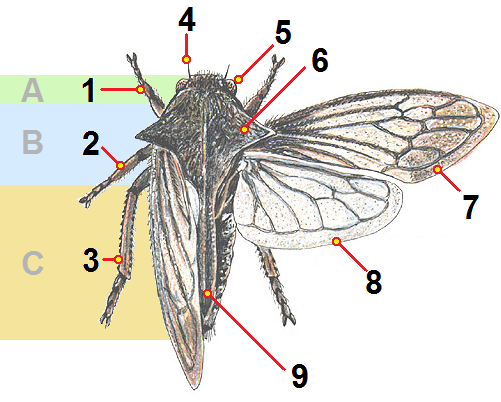
Lichaamsdelen van de doorncicade.

Bochelcicaden hebben zoals alle insecten een lichaam dat bestaat uit een kop, een borststuk en een achterlijf. Net als alle cicaden is de lichaamsbouw gedrongen, en zowel de kop als het achterlijf worden vrijwel volledig aan het oog onttrokken door de grote vleugels aan het borststuk. De bochelcicaden hebben daarnaast een naar achteren stekende vergroeiing van het borststuk, waaraan de naam te danken is. De vorm en grootte van dit uitsteeksel verschillen van soort tot soort. Bij enkele bochelcicaden is het uitgegroeid tot een indrukwekkende gestalte.
De meeste cicaden hebben een onopvallende lichaamskleur, meestal groen of bruin. De kleur van een onvolwassen exemplaar (nimf) kan geheel verschillend zijn van een volwassen bochelcicade. Een voorbeeld is de soort Membracis foliata, waarvan de nimfen wit zijn met zwarte vlekjes en een rij rode stekelachtige structuren aan de bovenzijde hebben. De volwassen exemplaren daarentegen zijn geheel zwart van kleur met enkele witte vlekken en een sterk gewelfde lichaamsvorm waarbij rode kleuren en stekels ontbreken.

### Kop
De kop wordt grotendeels bedekt door het halsschild maar de ogen zijn vaak duidelijk zichtbaar. Ze zijn meestal rond en kraalachtig en hebben een afwijkende kleur. De ogen bestaan uit deeloogjes die ommatidia worden genoemd. Het geheel wordt een samengesteld oog genoemd. Tussen de ogen -aan de voorzijde van de kop- zijn de ocelli gelegen. Dit zijn enkelvoudige oogjes die een enkele lens bevatten. De ocelli hebben een ondergeschikte visuele functie, en komen niet bij alle insecten voor. Bij de meeste groepen van ocelli-dragende insecten komen altijd drie ocelli voor, en dit geldt ook voor de meeste cicaden. Twee oogjes zijn naast elkaar gelegen en het derde is er iets boven en is in het midden gepositioneerd. De bochelcicaden hebben echter altijd twee ocelli; het oogje aan de bovenzijde is verdwenen en alleen de twee onderste zijn aanwezig.

### Borststuk

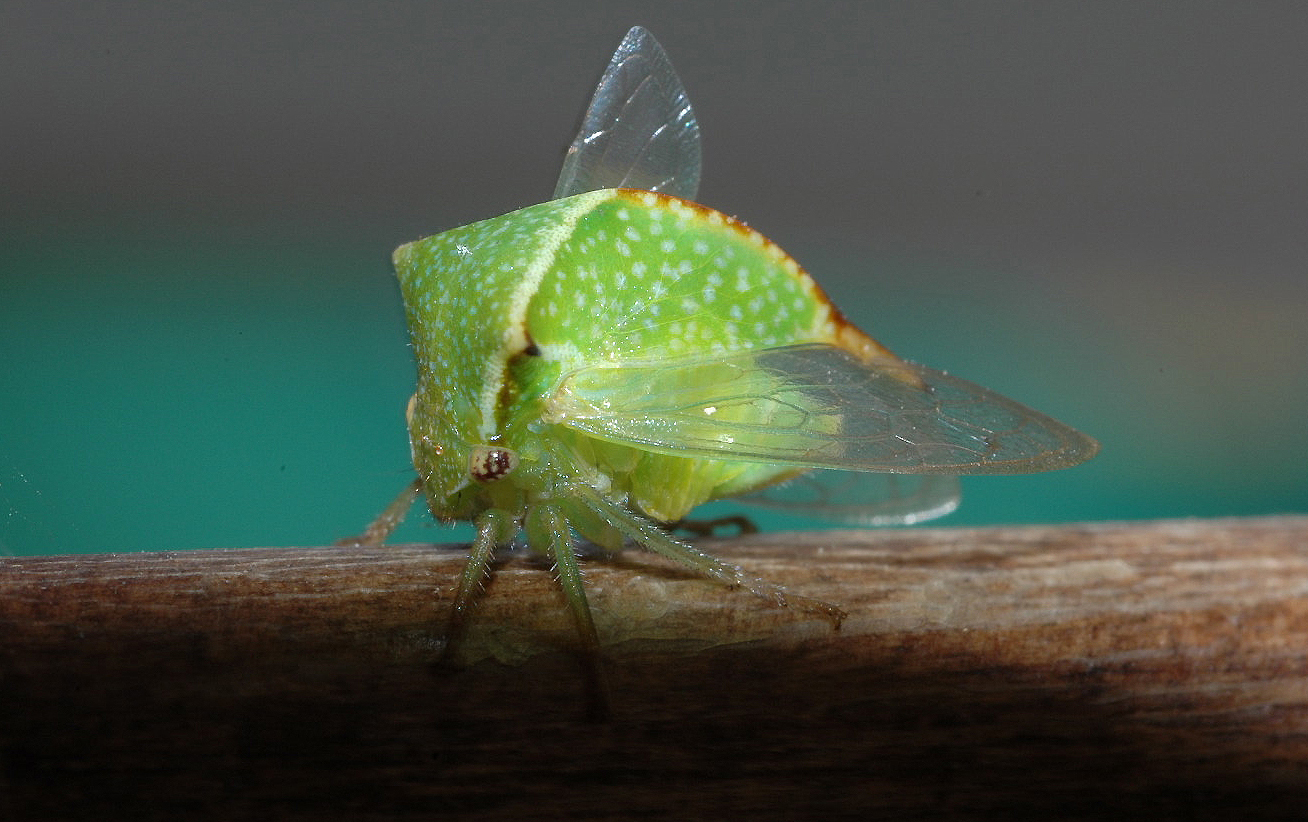
Bochelcicaden hebben vleugels maar vliegen zelden, hier Stictocephala bisonia met zichtbare achtervleugels.

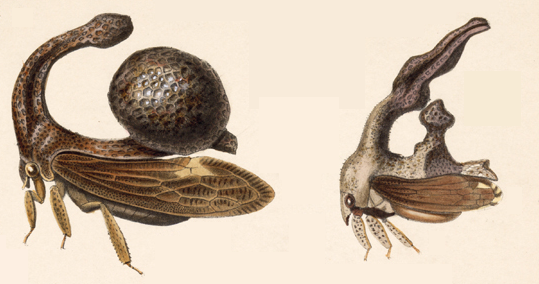
Twee soorten uit het geslacht Sphongophorus met opmerkelijke uitsteeksels.

Het borststuk bestaat uit drie delen. Van voor naar achter zijn dit de prothorax, de mesothorax en de metathorax. De borststuksegmenten dragen de vleugels en de poten. Bochelcicaden hebben een sterk verlengd deel aan de bovenzijde van het borststuk dat doorloopt naar de achterzijde van het lichaam. Deze structuur heeft de voorzijde van het borststuk als basis. Dit deel wordt de prothorax genoemd. Het uitgroeisel is altijd chitineus, is verhard, onbeweeglijk en heeft een beschermde functie. Een aantal soorten heeft een verlengd deel dat echter niet tot het achterlijfspunt reikt en versmolten lijkt met de vleugels. Bij veel soorten vormt het uitsteeksel een doornachtige punt die recht naar boven wijst en bijzonder lang kan worden. Bochelcicaden leven op de plantendelen waar ze zelf op lijken zodat ze minder opvallen. Een aantal soorten heeft een prothoraxuitsteeksel dat groter is dan het lichaam zelf. De variatie is niet alleen wat betreft structuur variabel: het oppervlak kan glad zijn of zijn voorzien van beharing, bultjes, putjes of stekels. Er zijn echter ook vormen waarbij het lichaam geen uitsteeksels heeft en rond en bol is. Het lichaam van dergelijke soorten lijkt sprekend lijkt op een uitwerpsel van een insect. Cicaden die op doorns lijken en in groepen leven zitten altijd met de kop naar dezelfde kant. Hierdoor steken de gekromde uiteinden allemaal dezelfde kant op en vallen de cicaden als groep minder op.
De meest complexe vormen aan de prothorax van bochelcicaden lijken niet op takjes maar op dieren. Een voorbeeld is de soort Cyphonia clavata uit de Caraïben. De bochelcicade heeft een vergroeiing die bruin tot zwart van kleur is en bestaat uit een structuur van stekels en holle bollen. Het geheel is voorzien van een lange beharing. De prothorax lijkt hierdoor sprekend op een grote mier, wat veel vijanden van de cicade afschrikt.

#### Poten
Aan de onderzijde van het borststuk draagt ieder deel één paar poten, de voorste en middelste potenparen zijn gelijkvormig. Het achterste potenpaar heeft zich ontwikkeld tot een krachtig springorgaan. Bochelcicaden zijn van andere groepen cicaden te onderscheiden door te kijken naar het aantal rijen kleine haartjes op de achterpoten. Dergelijke haartjes worden setae genoemd. Bij de dwergcicaden komen altijd vier rijen haartjes voor terwijl bij de bochelcicaden altijd drie of minder rijen aanwezig zijn.
De poten worden in rust onder het lichaam geborgen om ze minder zichtbaar te maken en het lichaam beter te laten wegvallen tegen de achtergrond. De poten worden bij de nimfen van een aantal soorten gebruikt om snel op het substraat te tappen. Ze alarmeren hierdoor de ouderdieren die ze vervolgens komen beschermen. Zie ook onder Broedzorg.

#### Vleugels
Aan de bovenzijde van het borststuk dragen zowel de mesothorax (middelste deel) als de metathorax (achterste deel) één paar vleugels. De voorste vleugels worden de voorvleugels genoemd en het achterste paar wordt aangeduid met achtervleugels. De vleugels zijn totaal verschillend; de voorvleugels aan de mesothorax zijn beter zichtbaar omdat ze aan de bovenzijde zijn gelegen. De voorvleugels zijn deels verhard om de achtervleugels te beschermen. De achterste vleugels zijn aan de metathorax gehecht en zijn in rust onder de voorvleugels gevouwen. De achtervleugels zijn vliezig en dienen om te vliegen. Veel soorten kunnen vliegen als het moet maar verplaatsen zich zelden door de lucht.
Lange tijd werd gedacht dat het uitsteeksel van de bochelcicaden een deel van het halsschild was. Vergroeiingen van het halsschild komen wel meer voor bij de insecten en zeker bij de cicaden. Er was al wel bekend dat het uitsteeksel in aanleg uit twee delen bestaat, in tegenstelling tot het enkelvoudige halsschild. De entomoloog Hans Jacob Scheller beschreef de aanhangsels van de membraciden in 1869 als een kap die zij ophebben.

### Derde vleugelpaar
Uit een onderzoek dat in 2011 werd gepubliceerd in het wetenschappelijke tijdschrift Nature kwam naar voren dat het uitsteeksel in aanleg eenzelfde analogie als een vleugelpaar heeft. Dit werd altijd als ondenkbaar geacht omdat vliegende insecten altijd maximaal twee paar vleugels bezitten. Bovendien kenmerkt de evolutie van de insecten zich door het regelmatig verliezen van lichaamsdelen, in plaats van het verkrijgen van nieuwe delen. De nieuwe onderzoeksresultaten werden wereldwijd in vele bladen en kranten beschreven. In de Nederlandstalige media werden kwalificaties gebruikt als een nieuw inzicht in de evolutie.

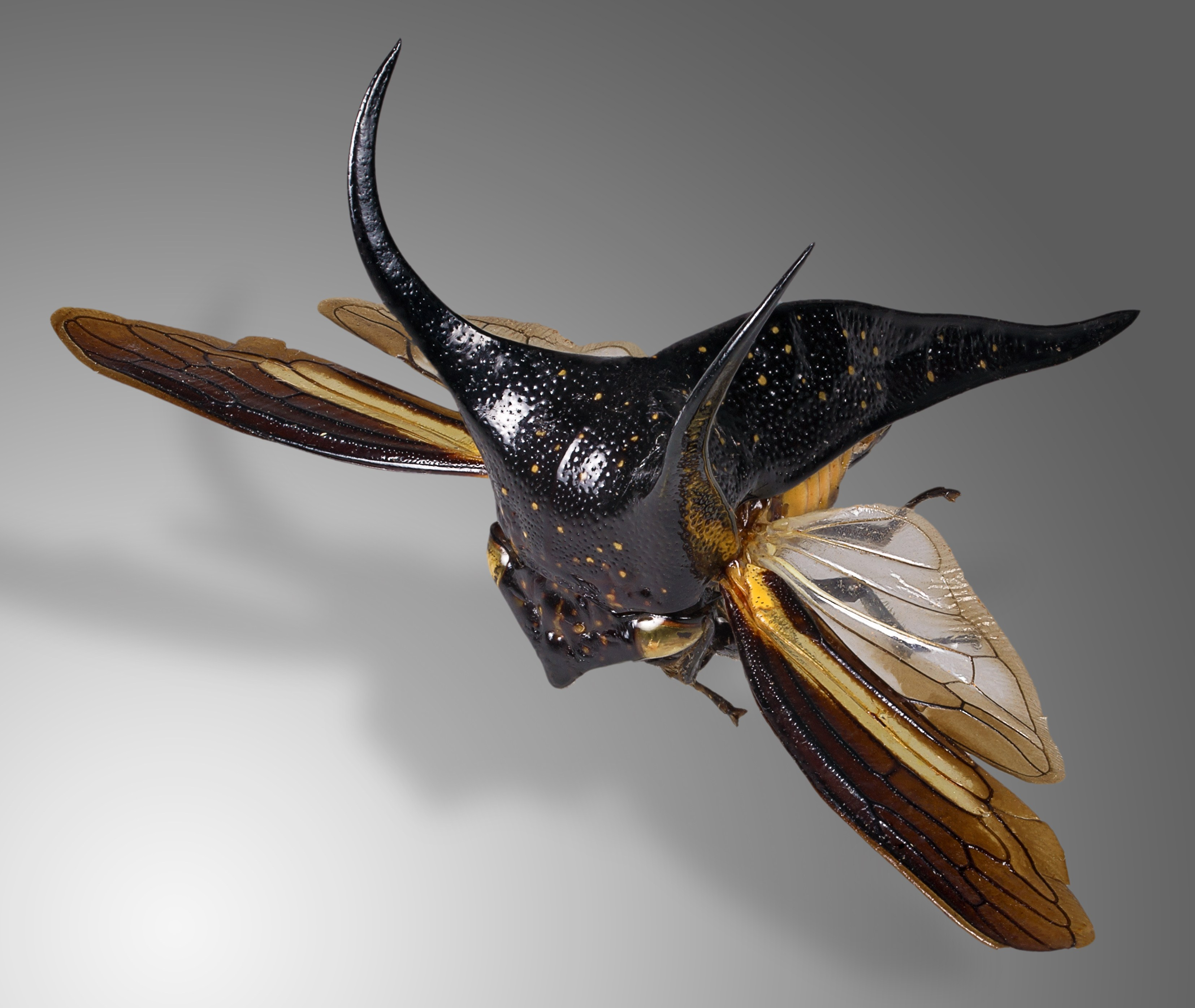
Hemikypta marginata, opgezet exemplaar dat is geprepareerd in een vliegende lichaamsconfiguratie.

De onderzoekers beschreven dat een gen dat bij andere insecten wordt geblokkeerd hierdoor voorkwam dat een derde vleugelpaar aan het borststuk zou groeien. Bij de bochelcicaden is deze blokkade opgeheven en zo is de groei van het extra paar uitsteeksels te verklaren. De genen die bij insecten de plaats en het uiterlijk van de ledematen regelen worden de hoxgenen genoemd. Een van deze hoxgenen, sex combs reduced (scr) genaamd, onderdrukt de expressie (aanmaak) van een bepaald eiwit genaamd nubbin in het voorste deel van het borststuk van insecten. Hierdoor ontwikkelen ze alleen vleugels op het middelste en achterste deel. In eerste instantie werd aangenomen dat het gen scr niet aanwezig was in het voorste borststuksegment maar dat bleek wel zo te zijn. Vermoed wordt nu dat het gen zijn repressievermogen met betrekking tot nubbin is verloren, al is nog niet bekend welk mechanisme hierachter zit.

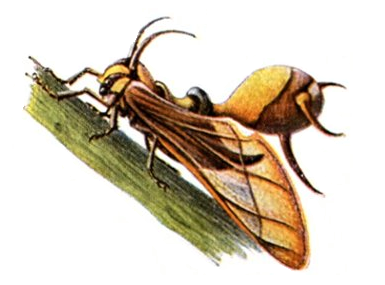
Een bochelcicade met een lichaamsbouw die lijkt op een wesp, tekening uit de Brockhaus Enzyklopädie.

Het gepaarde aangroeisel aan de prothorax is net als de vleugels voorzien van spieren en scharnierachtige gewrichten aan de basis. De prothorax kan in tegenstelling tot de vleugels niet opengevouwen worden, de twee delen zijn na de laatste vervelling voorgoed aan elkaar gehecht. De aanhangsels van de prothorax worden nooit gebruikt om te vliegen. Omdat de borststukaanhangsels niet werden gebruikt om te vliegen konden ze zich ontwikkelen naar de huidige vormenrijkdom. Omdat vergelijkbare aanhangsels in de insectenwereld verder niet voorkomen, is er nog geen wetenschappelijke naam voor de uitsteeksels.
Een opmerkelijk aspect van het vergrote 'derde vleugelpaar' is het feit dat de opvallende uitsteeksels geen uiting zijn van een secundair geslachtskenmerk. Vergrote lichaamsdelen als secundair geslachtskenmerk komen algemeen voor binnen de insectenwereld, een bekend voorbeeld is het vliegend hert (Lucanus cervus). De uitsteeksels van bochelcicaden zijn bij mannetjes en vrouwtjes altijd even groot. Het geslachtsonderscheid is bij een aantal soorten op te maken uit een afwijkende vorm van de uitsteeksels. Het uitsteeksel is dan vaak niet duidelijk groter maar wel anders van vorm. Het doornachtige uitsteeksel van de soort Umbonia crassicornis bijvoorbeeld is bij de mannetjes aan de bovenzijde vrij abrupt naar achteren gebogen terwijl het uitsteeksel bij de vrouwtjes typisch doornachtig is en een scherpe punt heeft die bijna recht omhoog staat.

### Achterlijf
Het achterlijf wordt volledig aan het oog onttrokken en is zo goed beschermd. Het achterlijf is het kwetsbaarste lichaamsdeel omdat het alle organen bevat. Mannetjes en vrouwtjes hebben een verschillend gebouwde achterlijfspunt wat te maken heeft met de uitwendige geslachtsorganen.
Vrouwtjes hebben een legbuis of ovipositor. Dit is een uitsteeksel aan het achterlijf dat dient om de eitjes vast te plakken op een plant en bij andere soorten boort het vrouwtje sleuven in het hout om de eitjes in het hout te verbergen. De legboor van dergelijke soorten is getand en dient als een zaag om door de plantenvezels te komen.

## Levenswijze
Bochelcicaden wijken niet alleen wat betreft lichaamsbouw af van andere cicaden maar ook de levenswijze is wezenlijk anders. Belangrijke verschillen zijn de vliegactiviteit en het vormen van sociale groepjes.
Bochelcicaden hebben altijd twee paar vleugels maar deze zijn meestal onderontwikkeld. De meeste andere groepen van cicaden hebben efficiënter gebouwde vleugels en vliegen relatief veel. De meeste groepen van cicaden leven als volwassen dier relatief kort en zijn daardoor erg actief om een partner te vinden en zich voort te planten. Ze hebben vaak goed ontwikkelde vleugels zodat ze zich gemakkelijk kunnen verspreiden. Bochelcicaden vliegen echter zelden en zijn in de regel erg standvast, ze blijven het liefst op een enkele plant.
De soorten die in groepjes bij elkaar blijven hebben als voordeel dat een partner makkelijk gevonden wordt. Dergelijke groepsvorming vindt met ook wel bij andere insecten zoals bladluizen en een aantal wantsen zoals de vuurwants. Veel van de groepsvormende bochelcicaden hebben een enkelvoudig, doornachtig uitsteeksel. Ze hebben in de regel ook een voorkeur voor een plant die van nature voorzien is van doorns. Een voorbeeld is de doorncicade (Centrotus cornutus), die ook in België en Nederland voorkomt.

### Voortplanting en ontwikkeling

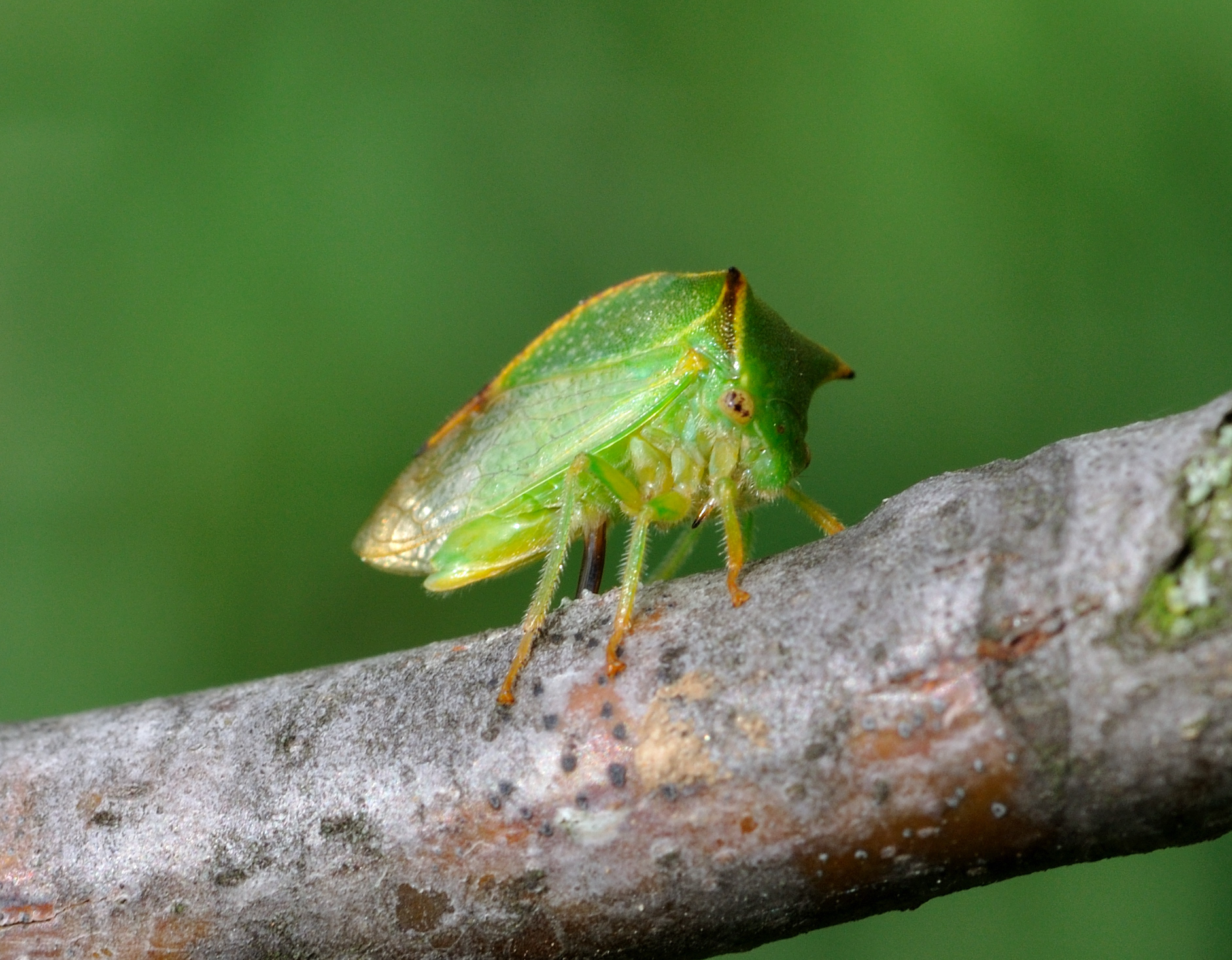
Een vrouwtje van Stictocephala bisonia steekt haar legboor (bruine structuur tussen achter- en middelpoot) in een plant.

Bochelcicaden behoren net als andere cicaden tot de Exopterygota, dit zijn de insecten met een onvolledige gedaanteverwisseling. Een bochelcicade komt ter wereld in een ei en de juveniele exemplaren lijken al enigszins op de ouderdieren. Ze vervellen in stapjes en lijken steeds meer op de volwassen exemplaren.
Cicaden lokken elkaar door het maken van trillingen en geluiden. Ze doen dit niet met hun poten, zoals de nimfen van een aantal soorten membraciden vertonen om de ouderdieren te alarmeren, maar gebruiken het achterlijf om geluiden te maken. Het vermogen tot het waarnemen van trillingen is voor veel insecten cruciaal om partners en vijanden uit elkaar te houden. De vibraties worden getransporteerd door de ondergrond waarop ze zich bevinden. Vrijwel alle soorten leven op takjes en bladeren die dergelijke trillingen gemakkelijk resoneren. De vibraties van bochelcicaden zijn goed onderzocht. Het blijkt dat zo'n driekwart van de bochelcicaden een partner lokt door trillingen te veroorzaken in de ondergrond. Het blijkt dat de vibraties van de soort Enchenopa binotata afhankelijk zijn van de plant waarop de cicade zich bevindt. In tegenstelling tot de harde geluiden die zangcicaden maken, zijn de geluiden en vibraties die bochelcicaden produceren niet waarneembaar voor het menselijk oor. Om dergelijke trillingen waar te nemen is gespecialiseerde apparatuur benodigd zoals een vleermuisdetector.
De paring duurt kort en tijdens het overbrengen van zaadcellen zijn het mannetje en het vrouwtje met de achterlijven verbonden terwijl de koppen van elkaar af staan. Door het vergrote aanhangsel van de prothorax is het niet mogelijk om op elkaar te kruipen zoals bij andere insecten het geval is.

#### Ei
De eitjes worden altijd afgezet op planten en ze kunnen individueel worden afgezet of in groepjes worden geplaatst. De eitjes worden vaak op het oppervlak afgezet maar soms zagen de vrouwtjes langwerpige groeven in de hardere delen van de plant waarin de eitjes worden gedeponeerd. Dergelijke sleuven kunnen leiden tot schade aan de plant. De sleuven lopen vaak evenwijdig aan elkaar maar kunnen ook gekromd zijn. Doordat de eieren deels in de plant worden afgezet, zijn ze goed verstopt en worden dan ook zelden gezien. Bij de soorten die de eitjes op het oppervlak afzetten wordt vaak een lijmachtige substantie gebruikt om ze te hechten. Bij andere soorten wordt er een schuimachtig goedje over de eieren afgezet dat uithardt als het opdroogt.
Het ei is beter bestand tegen koude temperaturen dan de nimf of de volwassen cicade. Het is daarom in koele streken vaak het ei dat overwintert. Dit heeft als voordeel dat als de nimfen in de lente tevoorschijn komen er genoeg voedsel is in de vorm van verse planten.

#### Nimf

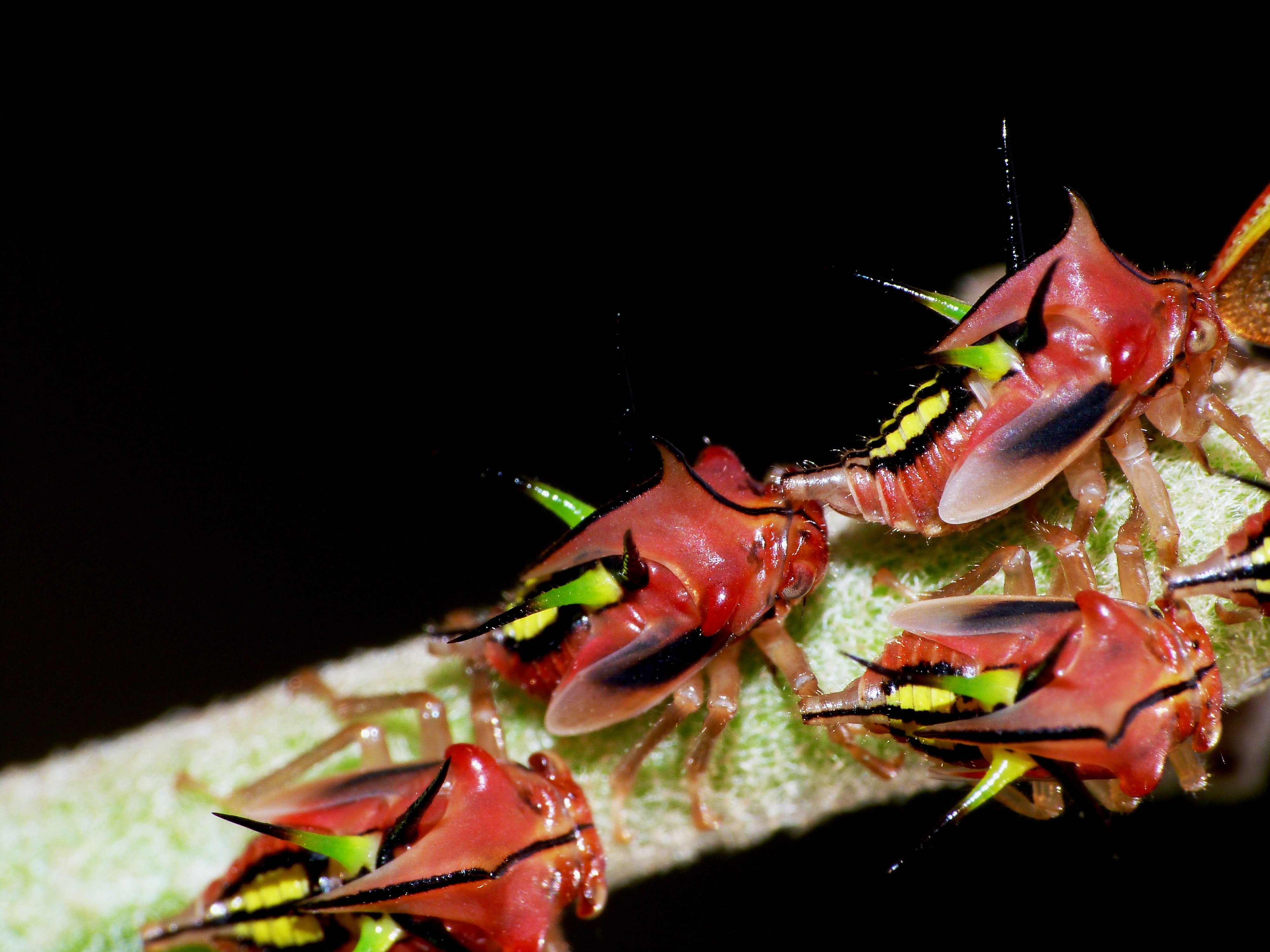
Nimfen van een onbekende soort.

De nimfen van bochelcicaden zien er vaak totaal anders uit dan de volwassen dieren. Dit komt voornamelijk door de nog onderontwikkelde prothorax. Ze hebben nog geen vergroot pronotum en zijn daardoor ook kwetsbaarder. De nimfen van veel soorten hebben kleine stekeltjes over het gehele lichaam om zich te beschermen tegen vijanden. Ook draadachtige tot wollige uitsteeksels en uitscheidingen komen voor, een opvallend voorbeeld zijn nimfen van het geslacht Anchistrotus, die een grote pluk haarachtige draden aan de achterzijde vormen. Bij de larven komen ook vaak kleine stekels voor op het borstschild, zoals bij de soort Umbonia crassicornis.
De nimfen maken een vloeistof aan die hun lichaam beschermt. De stof wordt uitgescheiden door de buizen van Malpighi en dient waarschijnlijk om het lichaam te beschermen. Vlak na iedere vervelling scheidt de nimf een druppel af en rolt vervolgens het lichaam door de vloeistof. Andere families van cicaden gebruiken vaak hun poten om de stof over het lichaam te verspreiden maar de poten van bochelcicaden zijn hiervoor te kort. De precieze werking is nog onopgehelderd, bij de sterk verwante dwergcicaden bevat de vloeistof zogenaamde brochosomen. Dit zijn kleine microstructuren die een schimmel- en bacteriedodende werking hebben. Bij de bochelcicaden zijn dergelijke structuren echter nog nooit aangetoond.
De nimfen zuigen van planten en scheiden een kleverige vloeistof af die honingdauw wordt genoemd, zie ook onder voedsel. Doordat honingdauw rijk is aan suikers is de vloeistof bevattelijk voor schimmels. De nimf blijft het liefst op een vaste plaats op de plant zitten, maar is gevoelig voor schimmels. Onder andere de schimmel Cordyceps sobolifera kan de nimf van cicaden doden. Daardoor moet de uitscheiding op enige afstand van het lichaam worden geplaatst om te voorkomen dat de kleverige substantie op het eigen lichaam terechtkomt. Hierdoor plakt de nimf aan de ondergrond of raakt beschimmeld. Als de afscheiding in de directe omgeving wordt afgezet zal de habitat van de nimf beschimmelen. De nimfen hebben een uitsteeksel aan de achterzijde dat dient als een verlenging van de anus zodat de honingdauw op enige afstand van het lichaam kan worden gedeponeerd. Van een aantal soorten is beschreven dat ze de honingdauw wegschieten. Vooral solitair levende soorten hebben een lange buis aangezien ze niet door mieren worden bezocht. Bochelcicaden die in groepen leven, hebben vaak een commensale relatie met mieren of andere dieren en bij dergelijke bochelcicaden is de buis gemiddeld korter. De mieren zuigen de vloeistof op en zorgen zo voor de afvoer van de honingdauw, zie ook onder symbiose.

#### Broedzorg

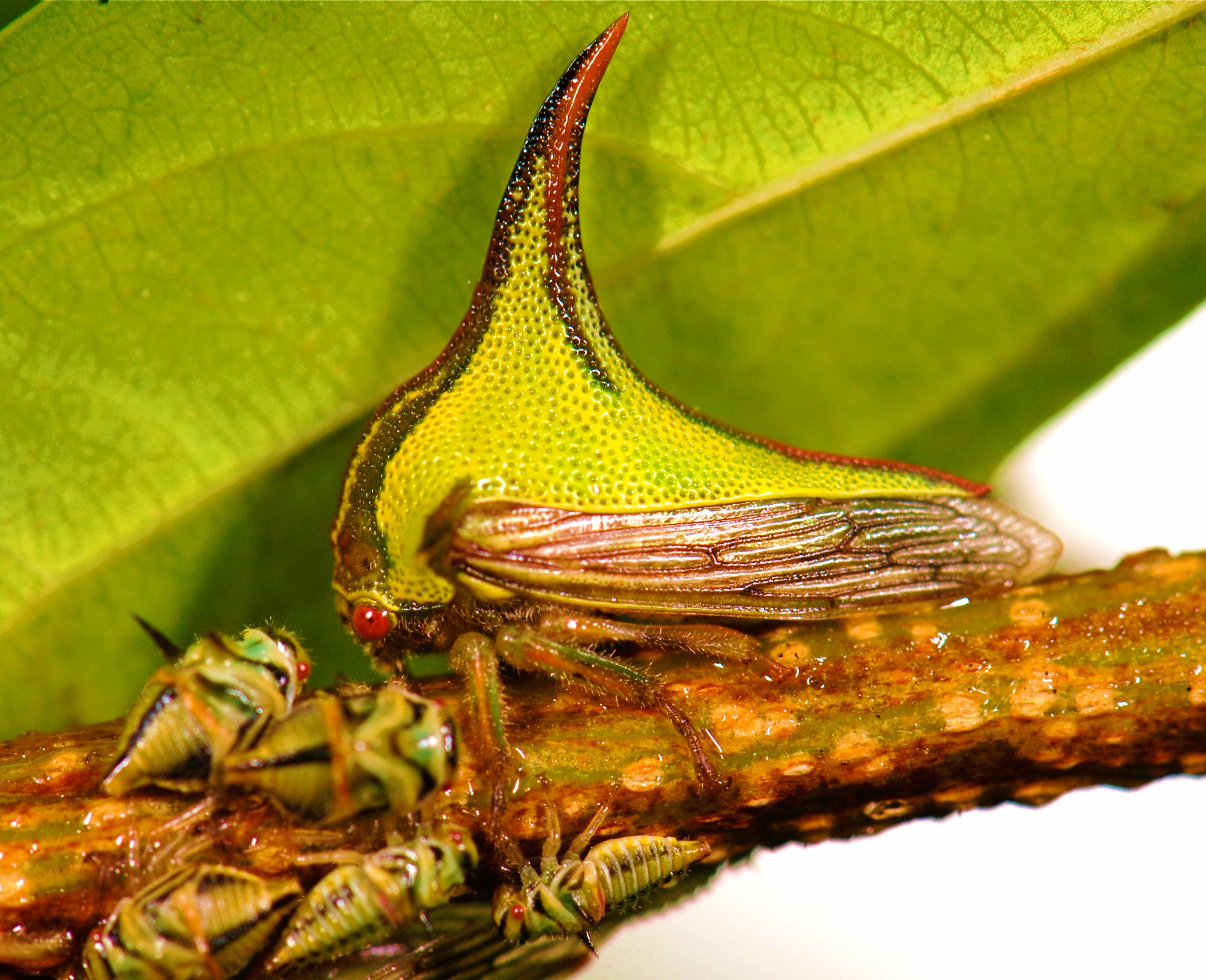
Bochelcicaden kennen een vorm van broedzorg, hier een vrouwtje van de soort Umbonia crassicornis met nimfen.

Veel soorten bochelcicaden kennen een vorm van broedzorg waarbij de eieren en de nimfen worden beschermd door de ouderdieren. Bij de insecten komt dit wel meer voor zoals bij wantsen, bladluizen en kolonievormende vliesvleugeligen zoals bijen en wespen. Bij de cicaden echter is een dergelijke broedzorg uitzonderlijk. De broedzorg van de bochelcicaden wordt als bijzonder verregaand beschouwd. De broedzorg gaat gepaard met een voor insecten complex gedrag om het nageslacht te beschermen.
De meeste cicaden zetten de eieren af in de zomer en herfst en sterven korte tijd later in de eerstvolgende winter. Als de jonge nimfen de volgende lente tevoorschijn komen zijn de ouderdieren reeds lange tijd dood. Dit gaat ook op voor bochelcicaden die in koele gebieden leven, zoals westelijk Europa. De algemeen voorkomende Europese soort, de doorncicade, kent een enkele generatie per jaar. Een groot aantal tropische soorten echter kent meerdere generaties per jaar die tevens naast elkaar voorkomen. Dergelijke soorten zetten eieren af die niet overwinteren maar na korte tijd uitkomen. Tot die tijd worden ze bij een aantal soorten door het vrouwtje bewaakt en als zich vijanden of parasieten aandienen, zal ze haar eieren beschermen. De nimfen zijn in staat om bij gevaar trillingen te veroorzaken door met de poten snel tegen de ondergrond te tappen. De volwassen cicaden die in de buurt zijn reageren hierop om de nimfen te beschermen. Bij de hoogst ontwikkelde soorten wordt hevig met de vleugels geklapperd om vijanden en parasieten af te weren. Van een aantal bochelcicaden is beschreven dat de vrouwtjes met hun achterpoten een belager letterlijk van de plant af trappen.
Zodra de nimfen uit hun ei kruipen, blijven ze bij veel soorten bij elkaar. Ze vormen een soort 'crèche' die door de volwassen imagines wordt beschermd. De nimfen vormen hierbij keurige rijen en worden beschermd door verschillende vrouwtjes.

#### Imago
Bochelcicaden kennen net als alle halfvleugeligen geen popstadium. Zodra het laatste nimfstadium zich volledig heeft ontwikkeld vindt de laatste vervelling plaats waarbij de vleugels en de vergrote aanhangsels van de prothorax tevoorschijn komen. De eerste tijd is de cicade wit van kleur en zijn de lichaamsdelen erg zacht. Na enige tijd is het nieuwe exoskelet uitgehard en worden ook de kleuren zichtbaar, tot deze tijd zijn ze erg kwetsbaar. De cicaden vervellen daarom vaak op een beschutte plek zoals onder een blad. Hierdoor zijn ze minder blootgesteld aan parasieten en vijanden.

## Ecologie

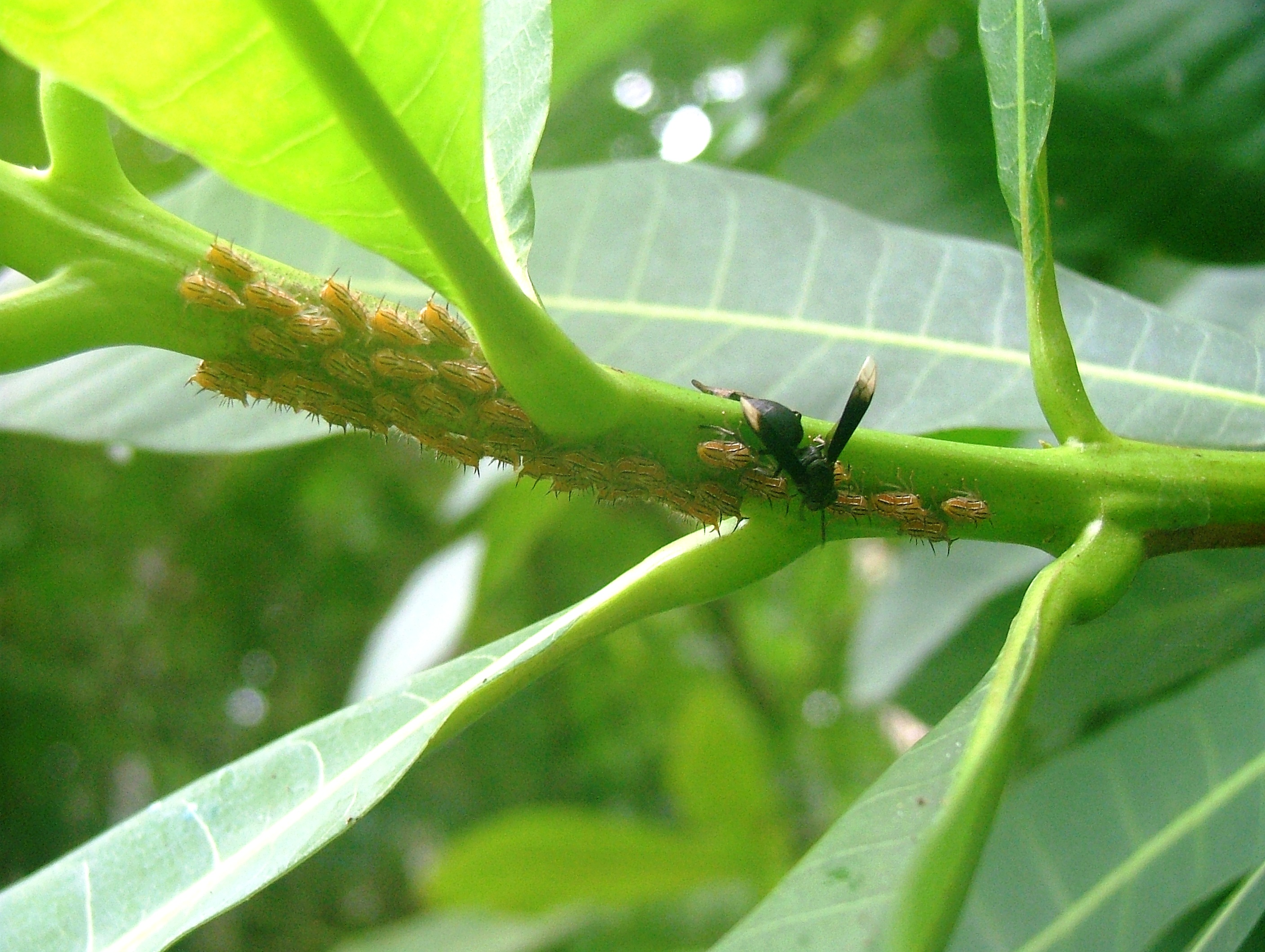
Nimfen van een onbekende soort worden beschermd door de wesp Parachartergus sp.

Net als andere cicaden leven bochelcicaden uitsluitend van sappen van levende planten. Deze worden opgezogen door de naaldvormige snuit in het floëem te steken waarna het sap in het lichaam wordt opgezogen. Uit het plantensap worden bruikbare voedingsstoffen in het lichaam opgenomen maar de suikers worden in ingedikte vorm weer uitgescheiden.
Bochelcicaden kunnen worden aangetroffen op planten uit verschillende families, dit hangt vaak samen met het verspreidingsgebied. Soorten uit Noord-Amerika worden voornamelijk aangetroffen op eik (Quercus) en bochelcicaden uit Afrika en Azië leven vaak op Acacia. In Australië komen de soorten vooral voor op Eucalyptus. In de tropen kunnen bochelcicaden echter op een groot aantal verschillende plantenfamilies worden gevonden.
De soort Ceresa bubalus is gevreesd omdat gaatjes worden geboord in fruitbomen waarin de eitjes worden afgezet. De volwassen cicaden veroorzaken daardoor schade aan perenbomen, appelbomen en amandelbomen. De nimfen kunnen ook aan grassen schade toebrengen door de sappen op te zuigen. Naast directe schade door het zuigen van sappen en het boren van gaatjes om de eitjes af te zetten zijn veel soorten cicaden indirect gevaarlijk voor de plantenteelt omdat ze besmettelijke plantenziekten overbrengen. Onder andere virussen worden van plant op plant doorgegeven door het speeksel van de cicaden.
Net als vrijwel alle insecten hebben bochelcicaden te lijden van gespecialiseerde eierparasieten en vaak zijn dit sluipwespen. Een aantal sluipwespen is in staat om de eitjes op te sporen en zet een ei af ín het ei van de bochelcicade. De larve van de sluipwesp komt vrijwel onmiddellijk uit en eet vervolgens het embryo van de cicade op. Als de sluipwespenlarve zich volledig heeft ontwikkeld verpopt deze en enige tijd later komt de volwassen sluipwesp uit het ei tevoorschijn waarna de cyclus opnieuw begint.

### Symbiose
Bochelcicaden hebben een mutualistische symbiotische relatie met verschillende dieren. Mutualisme betekent dat twee organismen samenleven zodat ze beiden profijt hebben van hun relatie. Bij de bochelcicaden komt een belangrijke relatie voor met verschillende vliesvleugeligen. Het betreft voornamelijk een aantal mieren en enkele soorten plooivleugelwespen. Met name de symbiotische relatie met wespen is bijzonder, aangezien plooivleugelwespen de meeste insecten die ze tegenkomen, doden en aan hun larven voeren. Mieren daarentegen werken wel vaker samen met andere insecten zoals bladluizen.
De relatie bestaat steeds uit het afgeven van voedsel door de bochelcicade zodat de cicade beschermd wordt door het dier dat het voedsel opneemt. De cicaden leven van plantensappen maar scheiden de suikers in het sap in ingedikte vorm af uit het achterlijf. Hier wordt om de zoveel tijd een heldere druppel sterk suikerhoudende vloeistof afgescheiden. Deze vloeistof wordt wel honingdauw genoemd, ook andere insecten zoals bladluizen scheiden een dergelijke vloeistof af. Mieren zijn dol op honingdauw en blijven bij de cicaden in de buurt. Als een druppel wordt afgescheiden neemt de mier deze op met zijn kaken. Om te voorkomen dat hun voedselbron wordt aangevallen door roofinsecten worden de cicaden door de mieren beschermd. De mieren waarvan een dergelijk gedrag beschreven is behoren tot de geslachten Pheidole, Crematogaster en met name het geslacht Camponotus. Waarschijnlijk heeft ook de plant waarop de cicade leeft voordeel bij een symbiotische relatie met mieren, omdat andere plantenetende insecten door de mieren worden verwijderd.
Ook een aantal wespen heeft een symbiotische relatie met bochelcicaden, het betreft altijd veldwespen uit de familie Polistinae. Een voorbeeld is de veldwesp Parachartergus apicalis. Deze wesp is dagactief en melkt en beschermt de cicaden alleen overdag. Ook andere wespen zoals de soort Parachartergus fraternus vertonen een dergelijk gedrag.
Bochelcicaden zijn soms in staat om hun beschermers te waarschuwen als ze worden gestoord. De cicaden maken dan zoemende geluiden die veroorzaakt worden door snelle trillingen van de vleugels.

## Evolutie
Bochelcicaden werden door hun helmachtige borststuk lange tijd als aparte groep van cicaden gezien. De verschillende soorten kennen een grote variatie in vorm en kleur van de aanhangsels aan het pronotum. De bochelcicaden zijn de enige groep van halfvleugeligen met een dergelijke vergroeiing.
De beschrijving van de fossiele geschiedenis van de bochelcicaden is steeds aan verandering onderhevig geweest. Dit is het gevolg van nieuwe inzichten en komt ook bij veel andere dieren voor. Bij de meeste organismen worden de veranderingen veroorzaakt door de vondst van nieuwe fossiele soorten. In het geval van de bochelcicaden daarentegen bleek dat een groot deel van de aan de groep toegeschreven exemplaren tot andere groepen van insecten behoorden.
Uit recent DNA-onderzoek blijkt dat de bochelcicaden zich hebben geëvolueerd uit de dwergcicaden. De Membracoidea is hierdoor een parafyletische groep. De dwergcicaden zijn in hun huidige vorm bekend sinds het Onder-Krijt, minstens 100 miljoen jaar geleden. Bochelcicaden zijn een vrij recente afsplitsing van de cicaden, de oudst bekende fossielen zijn ongeveer 40 miljoen jaar oud. Fossielen van membraciden zijn bekend vanaf het Tertiair. De vroegste vormen zijn gevonden in barnsteen uit Mexico en de Dominicaanse Republiek.

## Taxonomie en indeling

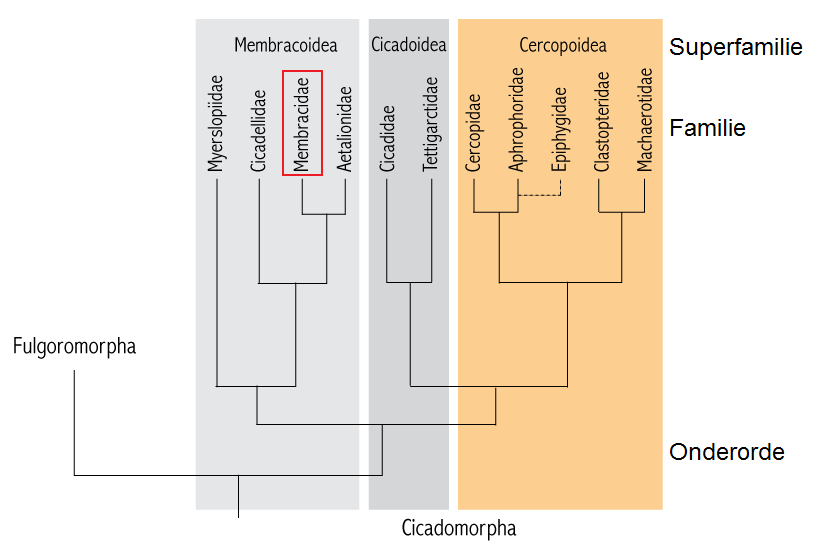
Indeling van de cicaden in superfamilies (bovenaan), families (eronder) en onderorden (onderaan). De positie van de bochelcicaden is met rood gemarkeerd, het schema is gebaseerd op de indeling van Jason R. Cryan (2005).

Bochelcicaden vormen een familie van de cicaden (onderorde Auchenorrhyncha) die deel uitmaakt van de orde halfvleugeligen (Hemiptera).
De halfvleugelige insecten zijn vaak plantenetende insecten, er zijn ongeveer 100.000 soorten die wereldwijd voorkomen. Andere grote groepen van halfvleugeligen zijn de plantenluizen (Sternorrhyncha) en de wantsen (Heteroptera). De halfvleugeligen behoren op hun beurt tot de gevleugelde insecten (Pterygota).
De cicaden worden vertegenwoordigd door ongeveer 40.000 verschillende vertegenwoordigers en komen over de gehele wereld voor. Veel cicaden hebben een bijzondere levenswijze, een voorbeeld zijn de schuimcicaden waarvan de nimfen een karakteristiek schuimnest maken waarin ze zich ontwikkelen. De periodieke cicaden kunnen tot 17 jaar als nimf ondergronds leven waarna de volwassen dieren gesynchroniseerd in grote aantallen bovengronds komen.
De bochelcicaden zijn veel sterker verwant aan de families dwergcicaden (Cicadellidae), Melizoderidae en Aetalionidae dan aan alle andere families van cicaden. Samen vormen ze de superfamilie Membracoidea. De bochelcicaden zijn zelf ook verdeeld in verschillende groepen die de geslachten worden genoemd.

### Onderfamilies
Bochelcicaden worden, afhankelijk van de bron, wel of niet onderverdeeld in onderfamilies. ITIS en Catalogue of Life kennen alleen een onderverdeling in geslachten, door Biolib worden de onderstaande negen onderfamilies erkend.
- Onderfamilie Centronodinae Deitz, 1975
- Onderfamilie Centrotinae Amyot & Serville, 1843
- Onderfamilie Darninae Amyot & Serville, 1843
- Onderfamilie Endoisatinae Dietz & Deitrich, 1993
- Onderfamilie Heteronotinae Goding, 1926
- Onderfamilie Membracinae Rafinesque, 1815
- Onderfamilie Nicomiinae Haupt, 1929
- Onderfamilie Smiliinae Stål, 1866
- Onderfamilie Stegaspidinae Haupt, 1929

## Afbeeldingen: enkele tropische soorten

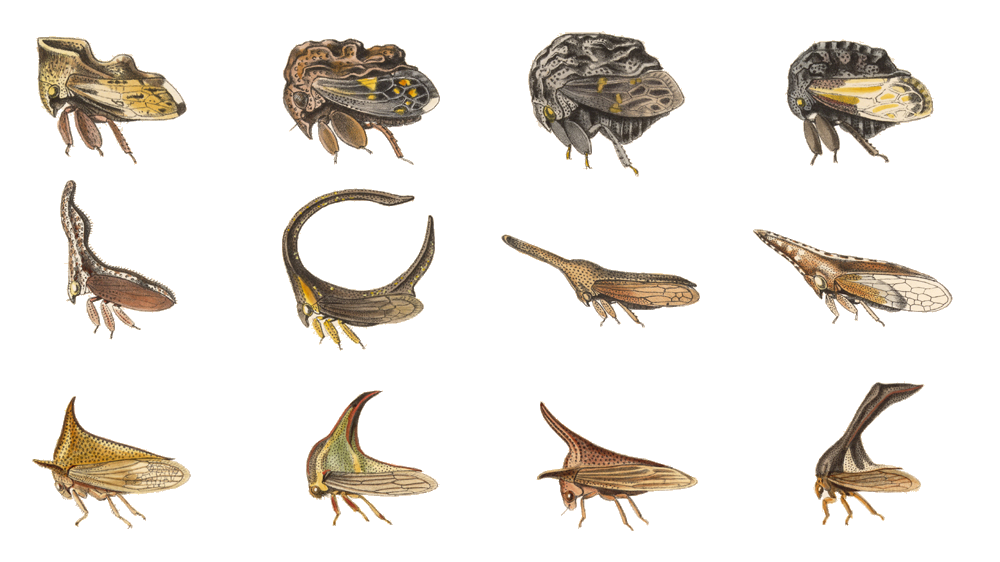
Een selectie van een aantal tropische soorten, met van links naar rechts: